# Thorodd Presberg
Thorodd Presberg (Drammen, 18 gennaio 1944) è un ex arbitro di calcio ed ex calciatore norvegese, di ruolo attaccante.

## Carriera

### Giocatore

#### Club
Presberg vestì la maglia del Drafn, prima di passare allo Strømsgodset. Diventò uno dei migliori calciatori della storia del club. Con questa maglia, vinse un campionato 1970) e tre edizioni della Norgesmesterskapet (1969, 1970 e 1973).

#### Nazionale
Conta 4 presenze per la Norvegia, con una rete all'attivo. Il 9 giugno 1968, infatti, debuttò nella sconfitta per 1-6 contro la Polonia. Il 23 giugno successivo, arrivò l'unica rete: fu autore di un gol nella sconfitta per 5-1 contro la Danimarca.

### Dopo il ritiro
Terminata la carriera da calciatore attivo, Presberg fu allenatore dello Strømsgodset e poi diventò un arbitro di calcio.

## Palmarès

### Giocatore

#### Club

##### Competizioni nazionali
- Coppa di Norvegia: 3

Strømsgodset: 1969, 1970, 1973
- Campionato norvegese: 1

Strømsgodset: 1970